# Szurf
Szurf – niewielki (z reguły ok. 1 m x 2 m) wykop na powierzchni ziemi, wykonywany przez geologów podczas prac poszukiwawczych. Wykonanie go ma na celu usunięcie warstwy gleby i odsłonięcie skały znajdującej się bezpośrednio pod nią. Po dokonaniu oględzin, wykonaniu dokumentacji fotograficznej i określonych badań oraz pobraniu próbek szurf musi zostać zasypany.